# Rose Marie
Rose Marie Mazzetta (15 august 1923 – 28 decembrie 2017) a fost o actriță americană de film, televiziune și voce.

## Deces
La 28 decembrie 2017, Rose Marie a decedat în Van Nuys, California. Actrița avea 94 de ani.

## Legături externe
- Rose Marie la Internet Movie Database